# Anoplanomala carneola
Anoplanomala carneola – gatunek chrząszcza z rodziny poświętnikowatych, podrodziny rutelowatych i plemienia Anomalini.
Gatunek ten został opisany w 1911 przez Johna Gilberta Arrowa jako Anomala carneola.
Ciało długości od 12 do 13,5 mm i szerokości od 7 do 7,5 mm, krótkie i jajowate w obrysie, najszersze za środkiem pokryw, jasnoceglaste ze słabym różowawym połyskiem i miedzianymi lub miedzianozielonymi głową i przedpleczem. Przód głowy i prawie półokrągły nadustek pomarszczenie, a ciemię i przedplecze raczej silnie punktowane. Przednie kąty przedplecza prawie proste, tylne tępo zaokrąglone, boki kanciaste około połowy długości, nasada delikatnie zafalowana i obrzeżona na całej długości. Tarczka drobno punktowana. Na pokrywach wgłębiono rzędy raczej dużych punktów. Golenie odnóży przednich bez ostrogi końcowej, ale z dwoma zębami. Uda odnóży tylnych niepowiększone.
Chrząszcz endemiczny dla Indii, znany z gór Nilgiri.